# Ruskov
Ruskov (Hongaars: Regeteruszka) is een Slowaakse gemeente in de regio Košice, en maakt deel uit van het district Košice-okolie.
Ruskov telt 1.387 inwoners.